# یلوه سینه‌زرد
یلوه سینه‌زرد یا کرک سینه‌زرد (نام علمی: Laterallus flaviventer)، گونه‌ای از پرندگان در زیرخانواده Rallinae از خانواده یلوگان، یلوه‌ها، چنگر نوک‌سرخ‌ها و چنگرها است. در چندین جزیره کارائیب و در بیشتر آمریکای مرکزی و آمریکای جنوبی یافت می‌شود.
پنج زیرگونه کرک سینه‌زرد یافت می‌شوند.